# لي كروكس
لي كروكس (بالإنجليزية: Lee Crooks)‏ هو لاعب كرة قدم بريطاني، ولد في 14 يناير 1978 في ويكفيلد في المملكة المتحدة. لعب مع برادفورد سيتي ومانشستر سيتي ونادي بارنسلي ونادي روتشديل ونادي نورثامبتون تاون ونوتس كاونتي.

## وصلات خارجية
- لي كروكس على موقع قاعدة بيانات كرة القدم.إي يو (الإنجليزية)
- لي كروكس على موقع Soccerbase.com (لاعب) (الإنجليزية)
- لي كروكس على موقع عالم كرة القدم.نت (الإنجليزية)